# Корнінг (Арканзас)
Корнінг (англ. Corning) — місто (англ. city) в США, в окрузі Клей штату Арканзас. Населення — 3227 осіб (2020).

## Географія
Корнінг розташований за координатами 36°24′39″ пн. ш. 90°35′9″ зх. д. / 36.41083° пн. ш. 90.58583° зх. д. (36.410803, -90.585931).  За даними Бюро перепису населення США в 2010 році місто мало площу 8,14 км², з яких 8,08 км² — суходіл та 0,07 км² — водойми.

## Демографія
Згідно з переписом 2010 року, у місті мешкало 3377 осіб у 1451 домогосподарстві у складі 928 родин. Густота населення становила 415 осіб/км².  Було 1597 помешкань (196/км²). 
Расовий склад населення:
| - 97,6 % — білих - 0,3 % — корінних американців - 0,2 % — чорних або афроамериканців - 0,1 % — азіатів |

До двох чи більше рас належало 1,0 %. Іспаномовні складали 1,6 % від усіх жителів.
За віковим діапазоном населення розподілялося таким чином: 23,5 % — особи молодші 18 років, 56,8 % — особи у віці 18—64 років, 19,7 % — особи у віці 65 років та старші. Медіана віку мешканця становила 41,1 року. На 100 осіб жіночої статі у місті припадало 93,3 чоловіків;  на 100 жінок у віці від 18 років та старших — 88,1 чоловіків також старших 18 років.
Середній дохід на одне домашнє господарство  становив 39 383 долари США (медіана — 26 660), а середній дохід на одну сім'ю — 48 927 доларів (медіана — 36 250). Медіана доходів становила 30 306 доларів для чоловіків та 27 798 доларів для жінок. За межею бідності перебувало 22,8 % осіб, у тому числі 46,1 % дітей у віці до 18 років та 16,8 % осіб у віці 65 років та старших.
Цивільне працевлаштоване населення становило 1429 осіб. Основні галузі зайнятості: роздрібна торгівля — 16,5 %, освіта, охорона здоров'я та соціальна допомога — 16,4 %, виробництво — 15,1 %.